# 10e régiment d’infanterie

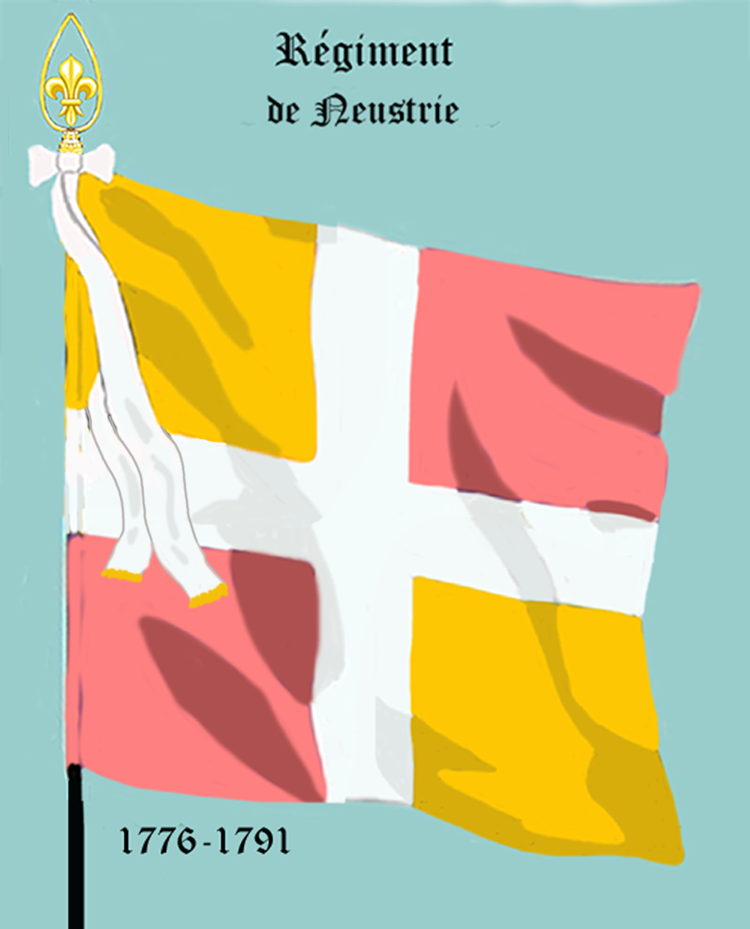
Ordonnanzfahne Régiment de Neustrie

Das 10e régiment d'infanterie  de forteresse war ein Infanterieregiment im Königreich Frankreich und im Dienst während des Ancien Régime (danach mit einigen Unterbrechungen) bis zur Auflösung 1940.
Vor der Einführung der Nummerierung der Regimenter am 1. Januar 1791 führte es in der königlich französischen Armee zuletzt den Namen Régiment de Neustrie.

## Aufstellung und signifikante Änderungen
- 1776: Aufstellung aus dem 1. und dem 3. Bataillon des Régiment de Normandie.
- 1791: Umbenennung in 10e régiment d'infanterie de ligne (ci-devant  Neustrie).

- 1793: Erste Heeresreform Das 1. Bataillon wurde zur Aufstellung der 19e demi-brigade de bataille und das 2. Bataillon zur Aufstellung der 20e demi-brigade de bataille abgestellt. Damit endet zunächst der Regimentsverband und auch die Traditionslinie

- 1803: Umbenennung der „10e demi-brigade d’infanterie de ligne“[1] in 10e régiment d’infanterie de ligne (de facto Weiterführung der Regimentstradition)

- 1814: Während der Ersten Restauration wurde es in Perpignan in Régiment Colonel Général infanterie umbenannt.
- 1815: Während der Herrschaft der Hundert Tage wurde es wieder zum 10e régiment d’infanterie de ligne
- 16. Juli 1815: Während der Zweiten Restauration wurde das Regiment mit der gesamten Napoleonischen Armee entlassen.
- 11. August 1815: Aufstellung der 18e légion de la Corrèze und der 46e légion de la Lozère. Der geringe Personalbestand der beiden Territorialverbände führte zur Zusammenlegung unter der Bezeichnung 10e légion de la Corrèze et de la Lozère.
- 23. Oktober 1820: Umbenennung in 10e régiment d’infanterie de ligne.
- 1914: Bei der Mobilisierung wurde als Reserveregiment das 210erégiment d'infanterie aufgestellt.
- 1920: Auflösung
- 1939: Wiederaufstellung als Festungsinfanterieregiment
- 1940: Endgültige Auflösung

## Uniformen von 1776 bis 1794

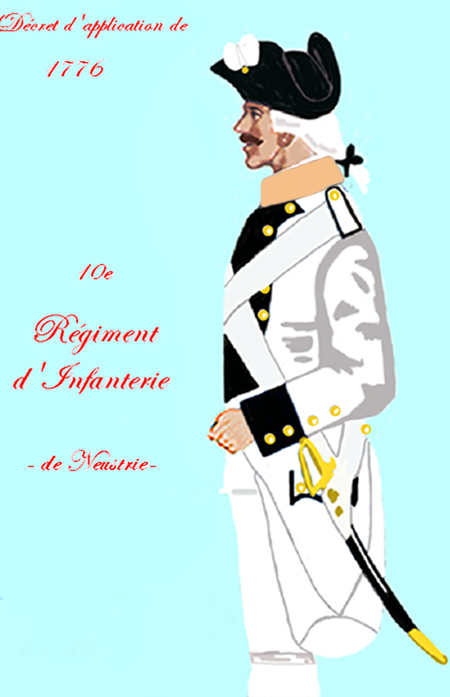
Régiment de Neustrie 1776 bis 1779
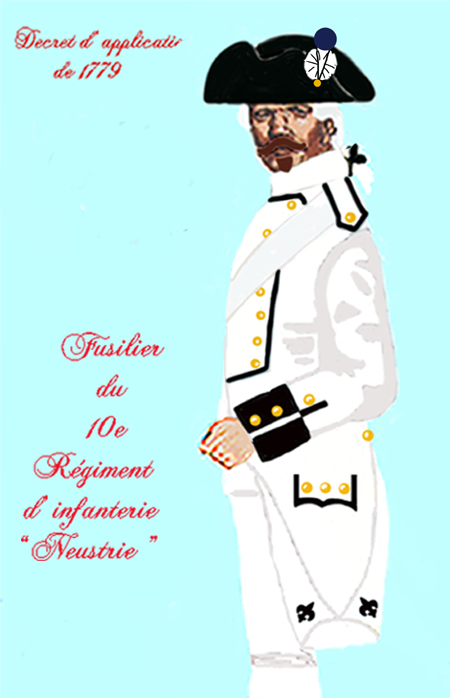
Régiment de Neustrie 1779 bis 1791
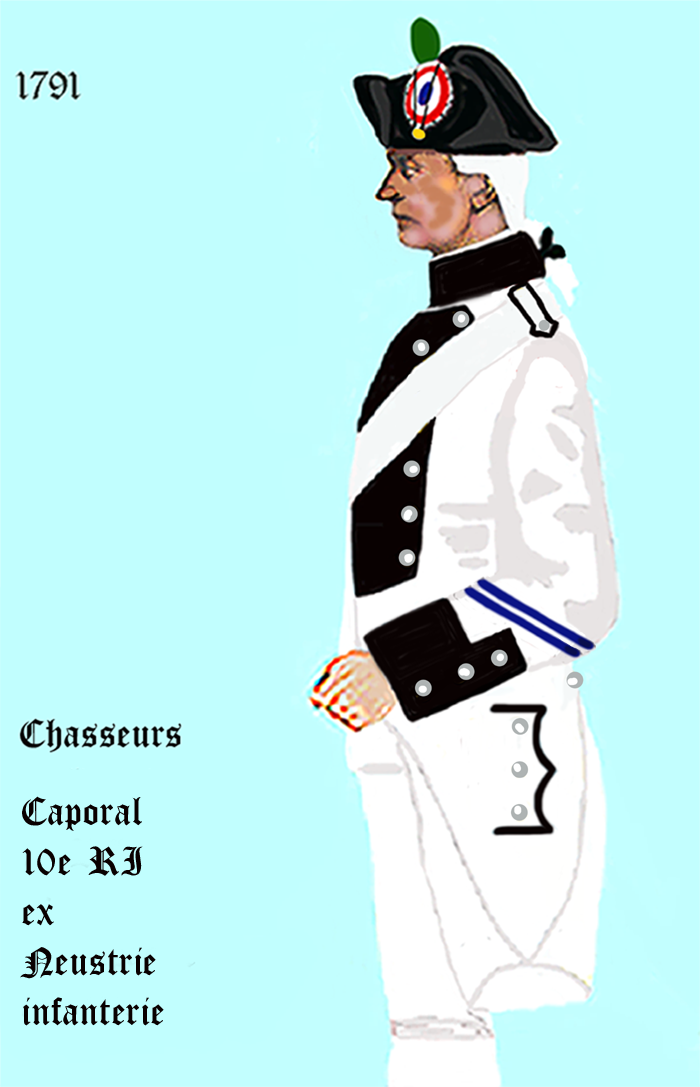
10e régiment d’infanterie de ligne 1791 bis 1792
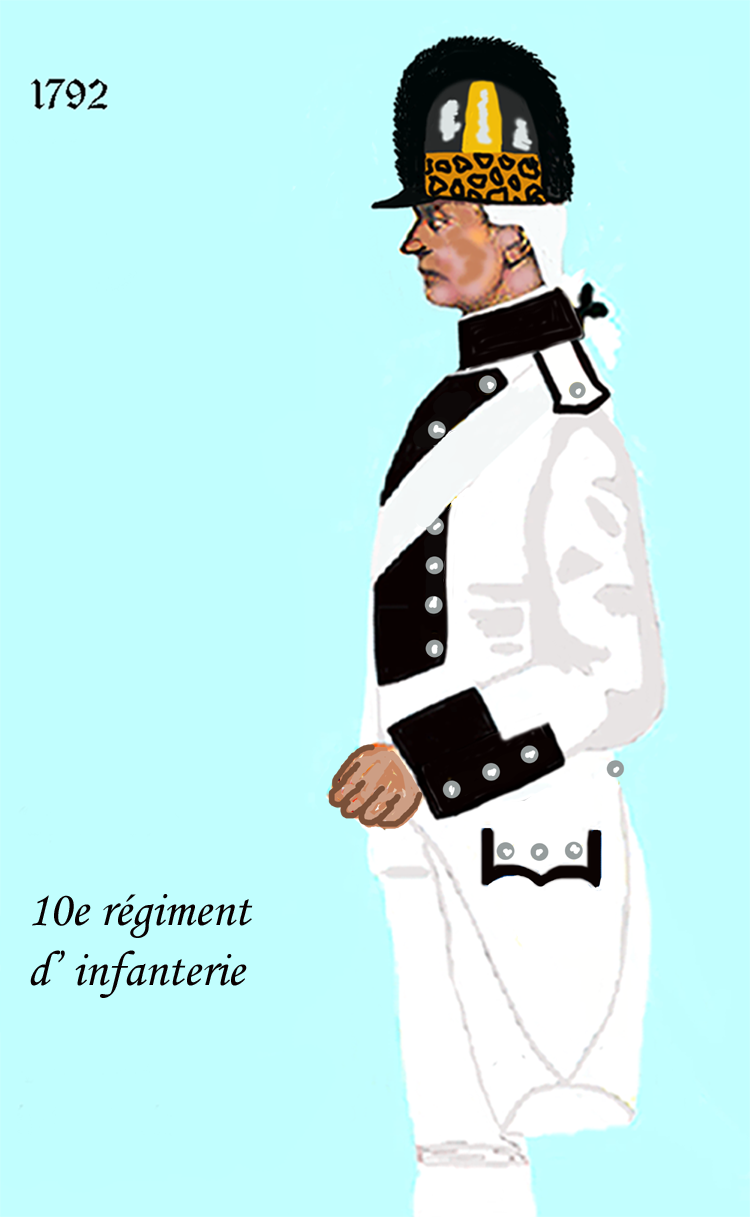
10e régiment d’infanterie de ligne 1792 bis 1794

## Mestres de camp/Colonels
Mestre de camp war von 1569 bis 1661 und von 1730 bis 1780 die Rangbezeichnung für den Regimentsinhaber und/oder für den mit der Führung des Regiments beauftragten Offizier. Die Bezeichnung „Colonel“ wurde von 1721 bis 1730, von 1791 bis 1793 und ab 1803 geführt.
Nach 1791 gab es keine Regimentsinhaber mehr.
Sollte es sich bei dem Mestre de camp/Colonel um eine Person des Hochadels handeln, die an der Führung des Regiments kein Interesse hatte (wie z. B. der König oder die Königin), so wurde das Kommando dem „Mestre de camp lieutenant“ (oder „Mestre de camp en second“) respektive dem „Colonel-lieutenant“ oder „Colonel en second“ überlassen.

### Ancien Régime
- 1777: Colonel Jacques-Antoine-Hippolyte comte de Guibert

### Revolution und Erstes Kaiserreich
- 1791: Colonel Amable Louis Charles de Martinet
- 1792: Colonel Madeleine Charles Eleazar De Maynard

(…)
- 1811: Colonel Pierre Louis Dominique Real
- 1813: Colonel Raymond Martin Dubalen[2]
- 1814: Colonel Louis Alexandre Marie Valon du Boucheron d’Ambrugeac
- 1815: Colonel  Philippe Higonet
- 1815: Colonel  Jean Pierre François Dieudonné Roussel
- 1843–1849: Colonel Jules Chesnon de Champmorin
- 27. Februar 1869 – 15. August 1870: Colonel Charles Ardant du Picq

- Zwischen 1804 und 1815 gefallene Offiziere:19

an ihren Verwundungen gestorbene Offiziere: 15
verwundete Offiziere: 108

## Gefechtskalender

### Kriege der Revolution und des Ersten Kaiserreichs
- 1792: Zur Armée du Midi zugeteilt
- 1794: Schlacht bei Fleurus
- 1795: Zur Armée des côtes de Cherbourg zugeteilt

Einsatz im Kampf gegen die Chouannerie
- 1796: Bei der Armée des côtes mit Einsätzen beim Aufstand der Vendée, anschließend Kommandierung zur  Armée de Rhin-et-Moselle

Gefechte bei Rastatt und bei Ettlingen, Gefecht bei Neresheim, bei Friedberg (Bayern) und bei Geisenfeld, Schlacht bei Biberach, Verteidigung von Kehl
- 1798: Wegen der beabsichtigten Invasion der britischen Insel zur Armée d’Angleterre (Englandarmee) abgestellt
- 1799: Zur Armée d’Italie verlegt

Feldzug in Italien mit der Teilnahme an Gefechten bei Murazzo und bei Genola
- 1802: Das 1. Bataillon lag in Bologna, das 2. Bataillon in Modena in Garnison Das 3. Bataillon war auf die Cisalpinische Republik verteilt.
- 1805: Teilnahme an der Schlacht bei Caldiero und am Gefecht bei Castel-Franco
- 1806: Beteiligung an der Belagerung von Gaeta, und in den Gefechten bei Tino, an der Sorra und bei Trient
- 1808: Einnahme der Insel Capri
- 1810: Gefecht bei Messina
- 1811: Gefecht bei San Gregorio di Catania
- 1813: Napoleonische Kriege auf der Iberischen Halbinsel

Gefecht bei Soz und bei Saragossa
- Feldzug in Deutschland

Schlacht bei Großgörschen, Schlacht bei Bautzen, Gefecht bei Goldberg,
Völkerschlacht bei Leipzig und Schlacht bei Hanau
- 1814: Wieder bei der Spanienarmee

Schlacht bei Orthez
Schlacht bei Toulouse
- 1815: Herrschaft der Hundert Tage. Letzter Einsatz in der Schlacht bei Waterloo

### 1815 bis 1848
- 1823: Das Regiment wurde bei der Französischen Invasion in Spanien eingesetzt und marschiert mit dem 5. Korps de Spanienarmee (5e corps de l'armée d'Espagne) in Spanien ein. Bis 1828 gehörte es zu dort stationierten Besatzungstruppen.

### Zweites Kaiserreich
- 1854–1855: Krimkrieg Teilnahme an der Belagerung von Sewastopol
- Aus den Archiven des Départements und der Stadt geht hervor, dass das Regiment, zusammen mit dem 10e régiment de dragons in der Zeit von 1865 bis 1870 in Limoges stationiert war.

### 1870 à 1920
- 1870–1871: Deutsch-Französischer Krieg

Während des Krieges wurde aus dem 4. Bataillon des Regiments das „15e régiment de marche“ (15. Marschregiment) aufgestellt. Aus den 8. Kompanien des 2. und des 3. Bataillons wurde das „29e régiment de marche“ formiert.

### Erster Weltkrieg
Das Regiment gehörte während des ganzen Krieges zur 15. Infanteriedivision.

#### 1914
- Grenzschlachten in Lothringen

Gefecht bei Sarrebourg
Gefecht bei Haut-Clocher
Schlacht bei Neufchâteau (Trouée de Charmes)
Stellungskämpfe im Abschnitt von Saint-Mihiel

#### 1915
- Kämpfe in der Woëvre-Ebene
- Stellungskämpfe am Butte de Tahure

#### 1916
- Kämpfe in der Woëvre-Ebene
- Schlacht um Verdun

#### 1917
- Stellungskämpfe in der Champagne (La Courtine, Suippes…)

#### 1918
- Zweite Marneschlacht – Angriffskämpfe in Richtung Compiègne

### Zweiter Weltkrieg
Am 28. August 1939 stellte die Région militaire, Centre mobilisateur d'infanterie (CMI 72) in Mülhausen-Altkirch das Regiment als „10e régiment d'infanterie de forteresse“ (10. Festungsinfanterieregiment) wieder auf. Es gehörte zur Reserve „A“ und bildete zusammen mit dem „371e régiment d'infanterie“ und der 2e groupe du 159e régiment d'artillerie de position (2. Gruppe des 159. Festungsartillerieregiments) die „105e division d'infanterie de forteresse“ (105. Festungsinfanteriedivision). Diese lag im „Secteur fortifié 18“  (bzw. „Secteur fortifié de Mulhouse“) der Maginotlinie. Nachdem in diesem Bereich keine Kampfhandlungen stattgefunden hatten, wurde das Regiment nach der französischen Kapitulation im Juni 1940 demobilisiert und aufgelöst.

## Regimentsfahne
- Fahnen in der Zeit der Revolution – Nach der Hinrichtung des Königs wurden die Lilien auf den Fahnen entfernt

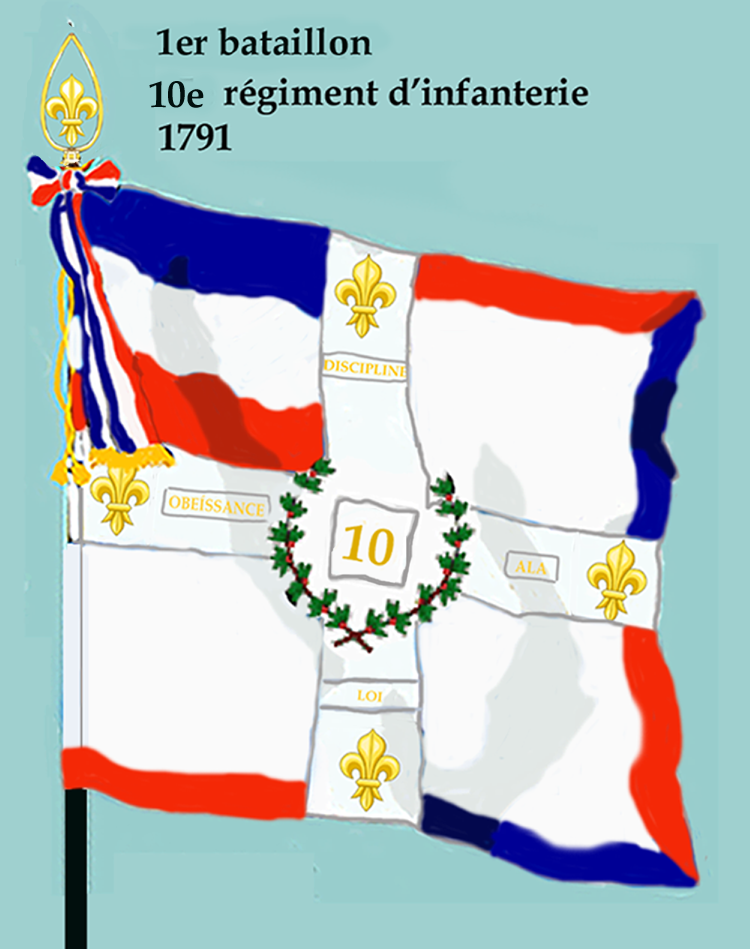
1. Bataillon 1791 bis 1773
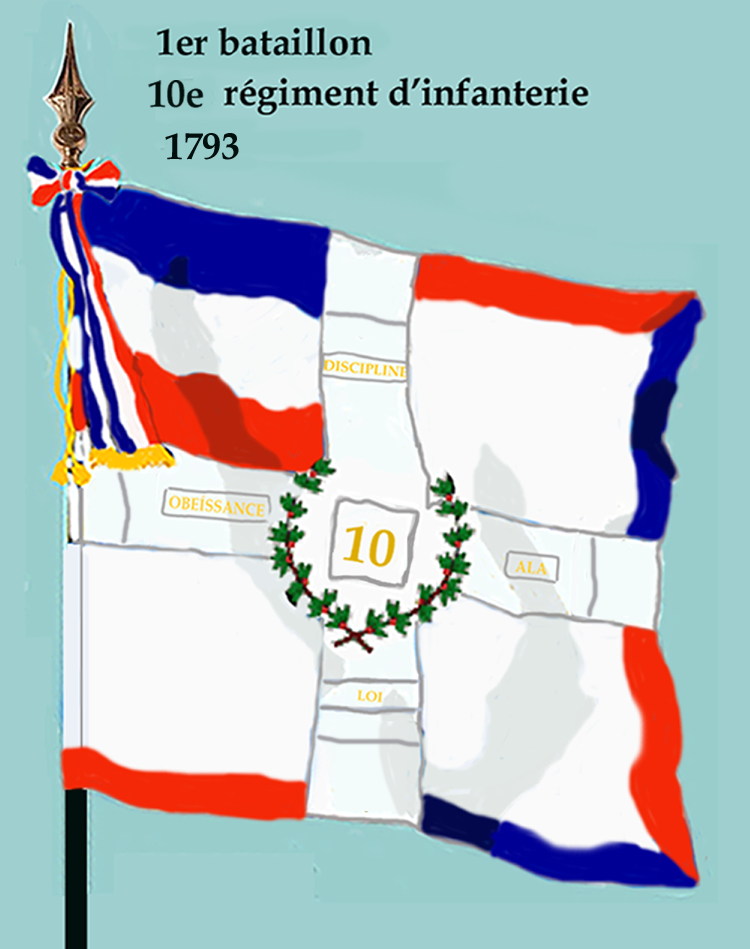
1. Bataillon 1793 bis 1803
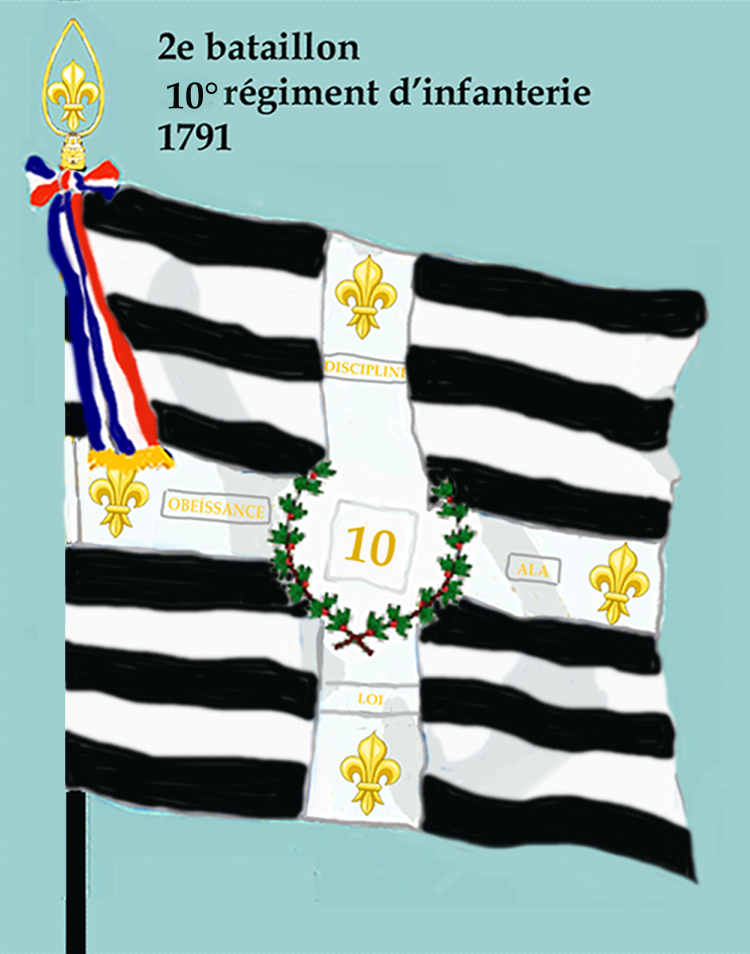
2. Bataillon 1791 bis 1773
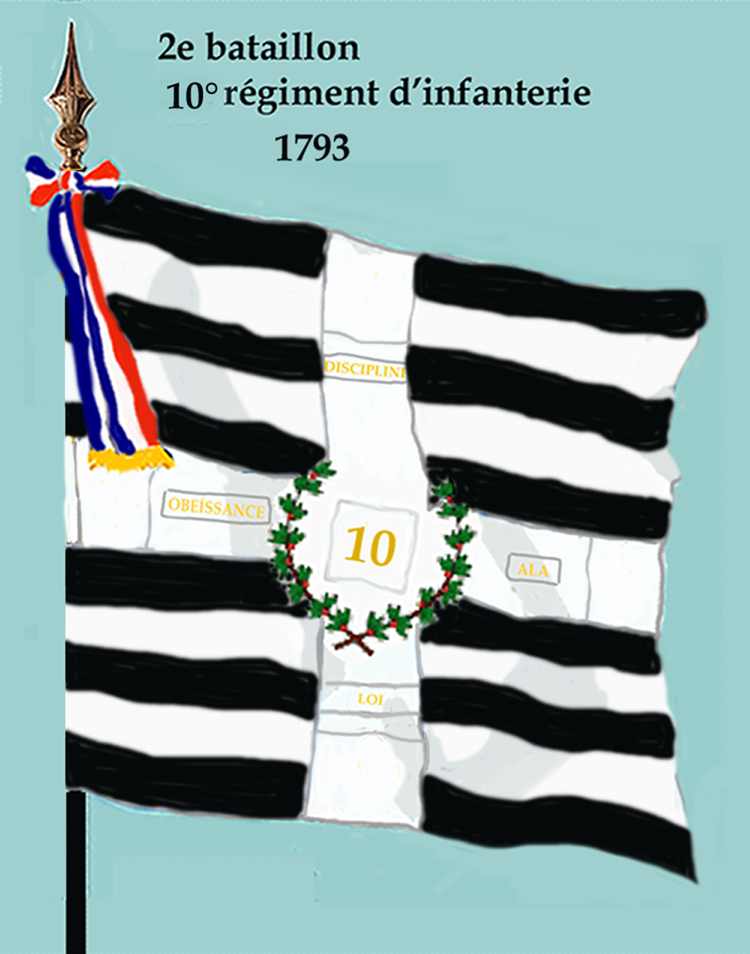
2. Bataillon 1793 bis 1803

- Zuletzt geführte Fahne

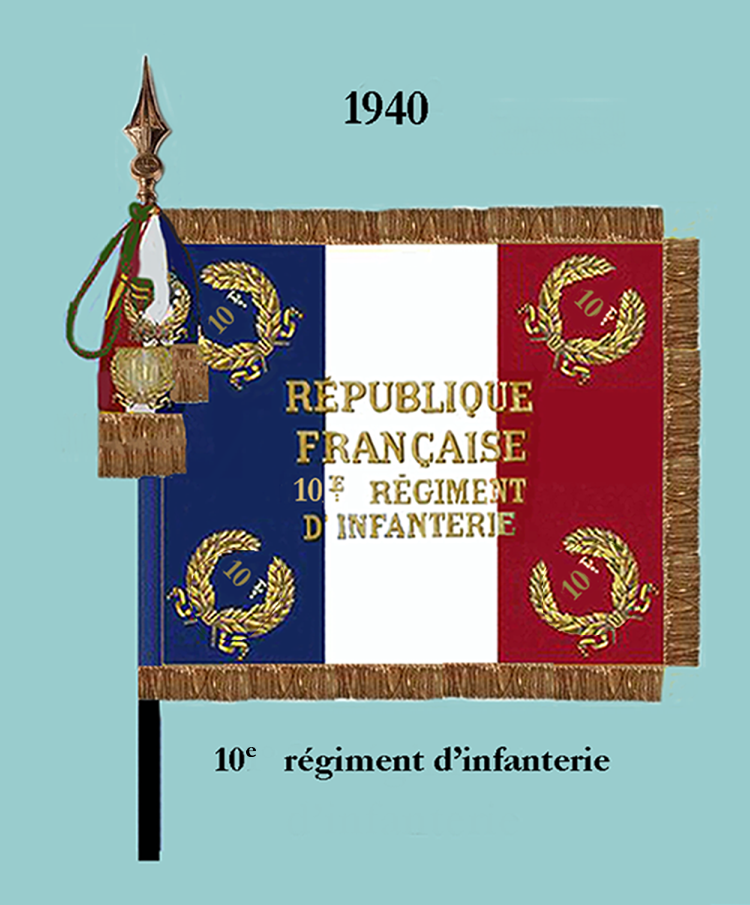
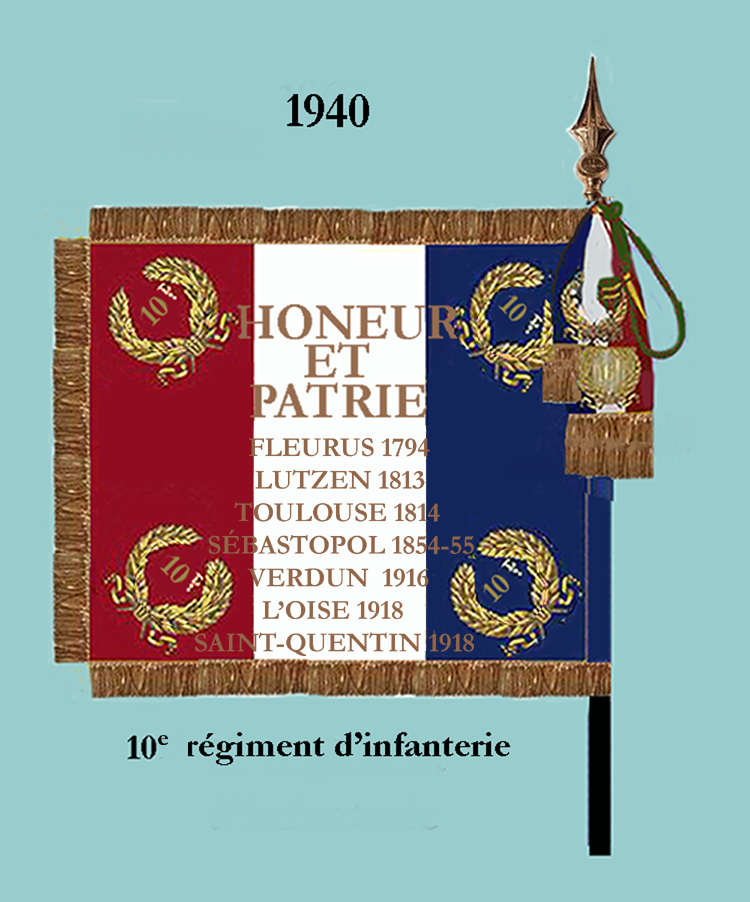

Auf der Rückseite der Regimentsfahne sind (seit Napoleonischer Zeit) in goldenen Lettern die Feldzüge und Schlachten aufgeführt, an denen das Regiment ruhmvoll teilgenommen hat.

## Auszeichnungen
Bei einer eventuellen Wiederaufstellung haben die Angehörigen des Regiments das Recht die Fourragère in den Farben des Croix de guerre 1914–1918 zu tragen.
Das Fahnenband ist mit dem Croix de guerre 1914–1918 ausgezeichnet.